# Phil Jagielka
Philip Nikodem Jagielka (Sale, Inglaterra, Reino Unido, 17 de agosto de 1982) es un exfutbolista inglés que jugaba de defensa.

## Trayectoria
Jagielka empezó a jugar en un equipo local conocido como Hale Barns United en Altrincham, donde jugaba de mediocampista. Entrenó en conjuntos como el Stoke City, Everton y Manchester City antes de unirse al Sheffield United en 1998 a la edad de 15 años.

### Sheffield United
Jagielka jugó en los equipos juveniles del Sheffield United hasta su debut con el primer equipo que se produjo el 5 de mayo de 2000 ante Swindon Town en el partido final de Liga en la temporada 1999-2000. Tras un buen inicio en la siguiente temporada, firmó un contrato de tres años con el club en enero de 2001.
Tomó el puesto de titular en la temporada 2002–03 y empezó a atraer la atención de clubes como el Leeds United, que deseaban llevarse a Phil y a su compañero Michael Brown, pero Sheffield United rechazó la oferta.
Jagielka dijo en abril de 2005 que estaba feliz en Sheffield, a pesar del interés de varios clubes de la Premier League. Neil Warnock dijo al West Ham United que Jagielka no sería vendido y en julio, Wigan Athletic ofreció 4 millones de euros por él. También fue vinculado con Bolton Wanderers, pero según Warnock no hubo ningún contacto.
En agosto de 2006 extendió su contrato a tres años más. Dio el triunfo al United en septiembre de 2006 ante el Middlesbrough F. C. tras un gol de volea en el minuto 91 marcando el 2-1 final. Desde abril de 1999, que no ganaban en la Premier. Kevin McCabe admitió que Jagielka podría ser vendido si su precio fuera más alto. En un partido en casa ante el Arsenal F. C. el 30 de diciembre de 2006, el portero Paddy Kenny se lesionó mientras ganaban 1-0 y Jagielka fue al arco por el resto del partido. Arsenal atacó y Jagielka salvó al equipo en al última jugada tras un ataque de Robin van Persie asegurando la victoria para el Sheffield. Su habilidad en el arco hizo que Neil Warnock no ponga un suplente de arquero en cada partido para darle más opciones tácticas (en ese entonces sólo podía haber 5 suplentes).
Al final de la temporada 2006-07, logró 133 apariciones consecutivas en la Liga. Sheffield United descendió esa temporada pero se habló de la posible salida de Jagielka a otro club.

### Everton

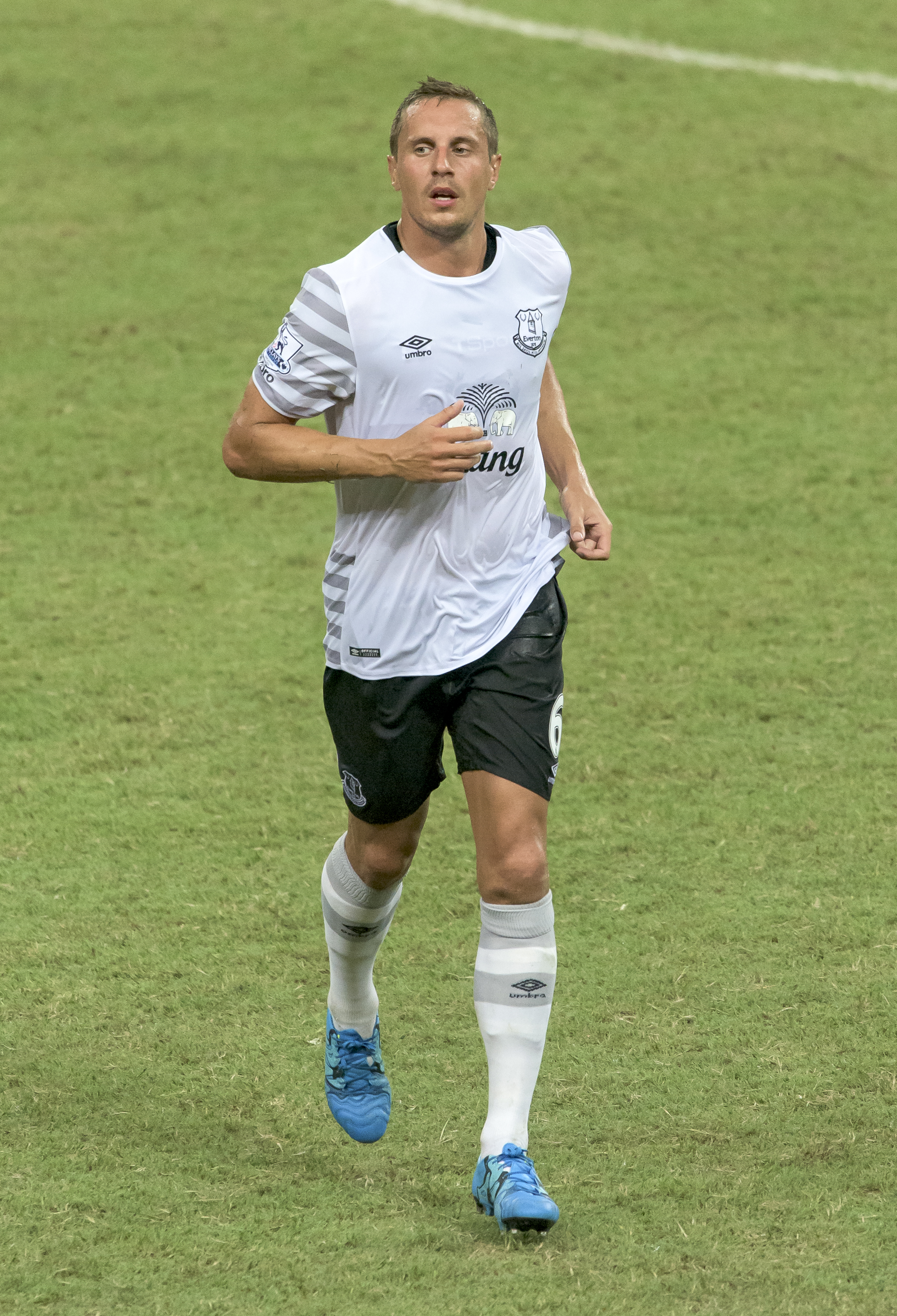
Jagielka con el Everton F. C. en 2015

Jagielka finalmente firmó por 5 años con el Everton F. C. el 4 de julio de 2007 por 4 millones de euros, el precio más alto que se pagó por algún jugador del Sheffield United hasta ese entonces. Debutó en Goodison Park el 31 de julio de 2007 tras reemplazar a Joseph Yobo en una amistoso ante el Werder Bremen. Tras un lento inicio con el Everton, Jagielka se convirtió en un miembro importante del primer equipo. Anotó su primer gol con el Everton en la Liga Europa de la UEFA ante el AZ Alkmaar. Anotó su primer gol en la Liga ante el Reading F. C. el 9 de febrero de 2008.
Inició la temporada 2008–09 como titular en la defensa central. Anotó el penal ganador en la semifinal de la Copa FA ante el Manchester United. Este encuentro generó polémica pues se le reclamó una falta contra Danny Welbeck que pudo ser penal a favor del Manchester. Poco después, se rompió el ligamento cruzado anterior jugando contra el Manchester City, y como consecuencia se perdió la final de la Copa FA de 2009.
Tras perderse esa temporada y la mita de la de 2009-10, Jagielka volvió a jugar ante el Sporting C. P. en la Liga Europa de la UEFA en febrero de 2010, tras entrar por el lesionado Philippe Senderos. Jagielka fue vinculado con varios clubes tras su buenas actuaciones con el Everton, como el Arsenal.

### Regreso al Sheffield United
Tras 12 temporadas en el Everton, el 4 de julio de 2019 se hizo oficial su vuelta al Sheffield United F. C., equipo con el que debutó como profesional, firmando por una temporada. El 23 de agosto de 2020 se hizo oficial su continuidad en el club un año más. El contrato no se volvió a extender y puso fin a su segunda etapa en el club al finalizar la temporada.

### Tramo final de carrera
Realizó la pretemporada y jugó algunos amistosos con el Derby County F. C. antes de firmar el día de su 39.º cumpleaños un contrato con el club hasta enero de 2022. Una vez este expiró se unió al Stoke City F. C. para lo que quedaba de temporada. Siguió una más y al finalizar la 2022-23 quedó libre. Desde entonces estuvo sin equipo hasta que el 28 de noviembre anunció su retirada.

## Selección nacional
Fue internacional con la selección de fútbol de Inglaterra.
Participó con la selección sub-21 con la cual anotó 2 goles en 6 partidos. El 10 de mayo de 2007, fue convocado a la selección 'B' para jugar un partido contra Albania. Si bien inició en la banca, reemplazó a su compañero de club, Phil Neville en la banda derecha en el segundo tiempo. El 11 de mayo de 2008, fue convocado a la selección mayor por primera vez para los amistosos ante Estados Unidos y Trinidad y Tobago. El 1 de junio, entró y debutó ante Trinidad y Tobago.
Desde entonces, ha disputado 40 partidos con la selección inglesa.
El 12 de mayo de 2014 fue incluido en la lista final de 23 jugadores que representaron a Inglaterra en la Copa Mundial de Fútbol de 2014.

### Participaciones en Copas del Mundo
| Torneo          | Sede   | Resultado      |
| --------------- | ------ | -------------- |
| Mundial de 2014 | Brasil | Fase de grupos |

## Clubes
| Club                   | País       | Año       |
| ---------------------- | ---------- | --------- |
| Sheffield United F. C. | Inglaterra | 2000-2007 |
| Everton F. C.          | Inglaterra | 2007-2019 |
| Sheffield United F. C. | Inglaterra | 2019-2021 |
| Derby County F. C.     | Inglaterra | 2021-2022 |
| Stoke City F. C.       | Inglaterra | 2022-2023 |